# RAN Women’s Sevens 2022 (kwiecień)
Rugby Americas North Women’s Sevens 2022 – szesnaste mistrzostwa strefy RAN w rugby 7 kobiet, oficjalne międzynarodowe zawody rugby 7 o randze mistrzostw kontynentu organizowane przez Rugby Americas North mające na celu wyłonienie najlepszej żeńskiej reprezentacji narodowej w tej dyscyplinie sportu w strefie RAN, które odbyły się wraz z turniejem męskim w Nassau w dniach 23–24 kwietnia 2022 roku. Areną zmagań był Thomas Robinson Stadium. Turniej służył również jako kwalifikacja do Pucharu Świata 2022.

## Informacje ogólne
Pierwotnie eliminacje do PŚ 2022 miały odbyć się w postaci czerwcowego turnieju poprzedzonego lutowymi kwalifikacjami, a Federación Mexicana de Rugby otrzymała prawa do organizacji pierwszego z nich pod koniec sierpnia 2021 roku. Wskutek pandemii COVID-19 i rozprzestrzeniającego się wariantu Omikron zostały one odwołane w połowie stycznia 2022 roku, zaś pod koniec lutego ogłoszono, że zostanie rozegrany jeden turniej – w drugiej połowie kwietnia na Bahamach.
Uczestniczące zespoły oraz format zawodów ogłoszono w połowie marca 2022 roku, zaś harmonogram spotkań dwa tygodnie później. W mistrzostwach miało wziąć udział sześć zespołów, które w ciągu dwóch meczowych dni rywalizowały systemem kołowym w ramach jednej grupy, następnie czołowa dwójka zmierzyła się w finale, dwie kolejne walczyły o brąz, pozostałe dwie zaś o miejsce piąte. W związku z wycofaniem się Dominikany zawody ostatecznie odbyły się w pięciozespołowej obsadzie.
Zawody zdominowała reprezentacja Kanady, która nie oddała rywalkom choćby punktu.

## Faza grupowa
| 23 kwietnia 202210:50 | Kanada | 44:0 | Trynidad i Tobago | Thomas Robinson Stadium, Nassau |
| 23 kwietnia 202210:50 |        | 44:0 |                   | Thomas Robinson Stadium, Nassau |

| 23 kwietnia 202211:12 | Meksyk | 48:5 | Kajmany | Thomas Robinson Stadium, Nassau |
| 23 kwietnia 202211:12 |        | 48:5 |         | Thomas Robinson Stadium, Nassau |

| 23 kwietnia 202213:50 | Jamajka | 27:10 | Trynidad i Tobago | Thomas Robinson Stadium, Nassau |
| 23 kwietnia 202213:50 |         | 27:10 |                   | Thomas Robinson Stadium, Nassau |

| 23 kwietnia 202214:12 | Kanada | 45:0 | Meksyk | Thomas Robinson Stadium, Nassau |
| 23 kwietnia 202214:12 |        | 45:0 |        | Thomas Robinson Stadium, Nassau |

| 23 kwietnia 202216:50 | Kanada | 66:0 | Jamajka | Thomas Robinson Stadium, Nassau |
| 23 kwietnia 202216:50 |        | 66:0 |         | Thomas Robinson Stadium, Nassau |

| 23 kwietnia 202217:12 | Kajmany | 0:22 | Trynidad i Tobago | Thomas Robinson Stadium, Nassau |
| 23 kwietnia 202217:12 |         | 0:22 |                   | Thomas Robinson Stadium, Nassau |

| 24 kwietnia 202209:44 | Jamajka | 31:5 | Kajmany | Thomas Robinson Stadium, Nassau |
| 24 kwietnia 202209:44 |         | 31:5 |         | Thomas Robinson Stadium, Nassau |

| 24 kwietnia 202210:06 | Meksyk | 22:0 | Trynidad i Tobago | Thomas Robinson Stadium, Nassau |
| 24 kwietnia 202210:06 |        | 22:0 |                   | Thomas Robinson Stadium, Nassau |

| 24 kwietnia 202211:56 | Kanada | 71:0 | Kajmany | Thomas Robinson Stadium, Nassau |
| 24 kwietnia 202211:56 |        | 71:0 |         | Thomas Robinson Stadium, Nassau |

| 24 kwietnia 202212:18 | Meksyk | 38:5 | Jamajka | Thomas Robinson Stadium, Nassau |
| 24 kwietnia 202212:18 |        | 38:5 |         | Thomas Robinson Stadium, Nassau |

## Faza pucharowa

### Mecz o miejsca 1–2
| 24 kwietnia 202217:48 | Kanada | 33:0 | Meksyk | Thomas Robinson Stadium, Nassau |
| 24 kwietnia 202217:48 |        | 33:0 |        | Thomas Robinson Stadium, Nassau |

### Mecz o miejsca 3–4
| 24 kwietnia 202214:30 | Jamajka | 17:17 | Trynidad i Tobago | Thomas Robinson Stadium, Nassau |
| 24 kwietnia 202214:30 |         | 17:17 |                   | Thomas Robinson Stadium, Nassau |

## Klasyfikacja końcowa
| Miejsce | Reprezentacja     | Uwagi             |
| ------- | ----------------- | ----------------- |
| 1       | Kanada            | awans na: PŚ 2022 |
| 2       | Meksyk            | -                 |
| 3       | Trynidad i Tobago | -                 |
| =       | Jamajka           | -                 |
| 5       | Kajmany           | -                 |